# Хоро (Верхньовілюйський улус)
Хоро (рос. Хоро) — село Верхньовілюйського улусу, Республіки Саха Росії. Адміністративний центр Хоринського наслегу.
Населення — 1185 осіб (2015 рік).